# José Álvaro Morais
Pour les articles homonymes, voir Álvaro et Morais.
José Alvaro Morais, né le 2 septembre 1943 à Coimbra, au Portugal, et mort d'un cancer le 30 janvier 2004 à Lisbonne, à l'âge de 58 ans, est un réalisateur portugais.

## Biographie
Après avoir commencé des études de médecine à Lisbonne, José Álvaro Morais part en 1969 à Bruxelles, où il suit des études de réalisation cinématographique à l'Institut national supérieur des arts du spectacle (INSAS), avec notamment André Delvaux, Ghislain Cloquet et Michel Fano. Il rentre au Portugal en 1974 et signe son premier long métrage, Ma Femme Chamada Bicho, en 1976.

## Filmographie
- 1976 : Ma femme Chamada Bicho
- 1987 : O Bobo
- 1993 : Zéfiro
- 2000 : Peixe Lua
- 2003 : Carême (Quaresma)

## Récompense
Son film O Bobo obtient le Léopard d'Or du Festival de Locarno en 1987.